# 奧代爾 (阿肯色州)
奧代爾（英語：Odell）是位於美國阿肯色州華盛頓縣的一個非建制地區。該地的面積和人口皆未知。

## 地理
奧代爾的座標為35°46′21″N 94°25′06″W / 35.77250°N 94.41833°W，而該地的平均海拔高度為501米（即1644英尺）。